# Maracaiba
Genre
Maracaiba est un genre de sauriens de la famille des Scincidae.

## Répartition
Les espèces de ce genre sont endémiques du Venezuela.

## Liste des espèces
Selon The Reptile Database (24 octobre 2012) :
- Maracaiba meridensis (Miralles, Rivas & Schargel, 2005)
- Maracaiba zuliae (Miralles, Rivas, Bonillo, Schargel, Barros, García-Perez & Barrio-Amorós, 2009)

## Étymologie
Ce genre est nommé en référence a sa distribution : le lac Maracaibo.

## Publication originale
- Hedges & Conn, 2012 : A new skink fauna from Caribbean islands (Squamata, Mabuyidae, Mabuyinae). Zootaxa, no 3288, p. 1–244 (texte intégral).